# Omar Palma
Omar Arnaldo Palma (Campo Largo, Chaco; 12 de abril de 1958-Rosario, Santa Fe; 7 de octubre de 2024) fue un futbolista, político y director técnico argentino. Jugó de mediocampista ofensivo o delantero y su primer equipo fue Rosario Central, club en el cual realizó las divisiones inferiores desde pequeño. Además, fue futbolista del Colón, de River Plate y de los Tiburones Rojos de Veracruz.
El negro Palma, como cariñosamente se lo conocía, fue uno de los futbolistas más destacados de la historia de Rosario Central. Es el jugador con más títulos oficiales logrados en la historia de la institución rosarina desde que ésta compite en la era profesional de AFA (de 1939 al presente), ganando tres campeonatos nacionales de AFA (dos de Primera división y otro de Segunda) y uno internacional de la CONMEBOL. Desde el año 2005 al 2009 se desempeñó como presidente comunal de la localidad de Ibarlucea.

## Trayectoria

### Como jugador

#### Primera etapa en Rosario Central: su primer título, el descenso a Segunda y el ascenso
Nació en Campo Largo, Provincia del Chaco, el 12 de abril de 1958. A los diez años se mudó a Rosario para hacer las divisiones inferiores en Rosario Central. Comenzó jugando al baby como puntero por derecha hasta que a los 12 años fue transferido a décima división de fútbol 11. Pasó gran parte de las divisiones formativas como suplente hasta que Marcelo Pagani comenzó a darle rodaje en cuarta división.
Su debut en la Primera División de Argentina fue el 21 de octubre de 1979 en la octava fecha del Campeonato Nacional. Ese día Rosario Central y Boca Juniors empataron 1 a 1 en un encuentro disputado en el Estadio Gigante de Arroyito. El entrenador que lo hizo debutar fue Ángel Tulio Zof. En ese torneo, jugó 2 partidos y no convirtió goles. Durante el torneo Metropolitano del año siguiente, tuvo más continuidad pero no logró afianzarse como titular: jugó sólo 9 partidos.
Palma ganó su primer título de Primera con el club del Barrio Arroyito en el Nacional de 1980. En el encuentro de ida de la final de aquel torneo, el Negro señaló el segundo gol, y el primero de su carrera, del equipo canalla frente a Racing de Córdoba. Aquella noche, Rosario Central derrotó a los cordobeses por 5 a 1 en el Gigante. En el juego de vuelta Palma fue titular nuevamente, y la caída por 2 a 0 ante el conjunto de La Docta no impidió la vuelta olímpica de los auriazules. En ese campeonato, disputó 7 encuentros y señaló un gol.
En el Metropolitano de 1981, Palma estuvo presente en 19 encuentros y marcó un tanto. En el Torneo Nacional de ese año, el 15 de noviembre, Palma realizó su mejor marca individual de goles en un partido de toda su carrera, cuando Central derrotó 6-4 a Huracán en el Estadio Gigante de Arroyito. En ese partido convirtió 4 goles (2 de ellos de penal). En dicho certamen, jugó 14 encuentros y señaló 4 goles.
En el Nacional de 1982, Palma pudo disputar solo 6 partidos, y anotó 2 goles, mientras que en el Metro de ese año, jugó 25 y marcó 6 tantos.

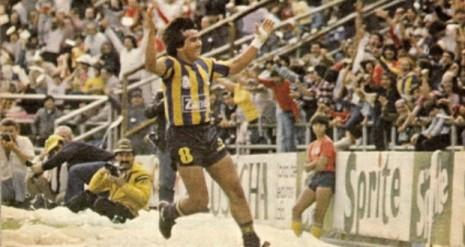
Palma celebrando el gol que le dio el ascenso a Rosario Central ante Villa Dálmine, en 1985.

En 1983 la AFA había instaurado el promedio del descenso en la Argentina, lo cual significaba que los descensos a la Segunda División se definirían por la acumulación de puntos de las últimas dos temporadas, dividiéndolos por la cantidad de partidos disputados en las mismas. En 1983, el club finalizó en el puesto 16, producto de 11 victorias, 8 empates y 17 derrotas, mientras que en 1984, los de Arroyito fueron penúltimos, obteniendo 7 victorias, 11 empates, y 18 derrotas. Durante ese torneo sufrió una fractura del peroné en el partido frente a Chacarita Juniors, que relegó de la actividad por tres meses. Las pobres campañas realizadas por Central en esos dos años hicieron que el club no pudiera escapar al descenso de categoría, siendo Palma parte de aquella plantilla.
Luego del descenso sufrido en 1984, fue pieza clave del plantel que logró el ascenso a la Primera División en 1985 de la mano del entrenador Pedro Marchetta. En el torneo de Primera B de ese año, el "Negro" fue la manija de aquel equipo campeón, y anotó 10 goles: dos a Nueva Chicago y a All Boys, y uno a Quilmes, Deportivo Morón, El Porvenir, Banfield, Villa Dálmine y Sarmiento de Junín.

#### Corto paso por Club Atlético Colón
De enero a junio de 1986 pasó a préstamo a Colón. Esto se produjo debido a que el fútbol argentino sufrió una gran reestructuración en sus calendarios, ya que todos los campeonatos organizados por la Asociación del Fútbol Argentino pasaron a disputarse desde junio a fines de mayo (como en los torneos del Hemisferio Norte), a diferencia del sistema del "año calendario" que se venía implementando, en el cual los torneos se jugaban desde fines de enero a mediados de diciembre, con un receso en julio. De esta forma Rosario Central, que había ascendido a Primera en diciembre de 1985, debería esperar seis meses para volver a jugar en el nuevo campeonato de la máxima categoría, por lo que prestó a algunos de sus jugadores para que sigan en ritmo de competencia. Hugo Galloni, Fernando Lanzidei y Hernán Díaz fueron al Club Atlético Los Andes, Jorge Bálbis pasó a Platense, y Palma y Di Leo, fueron prestados a Colón, disputando ambos la segunda parte del Torneo de Primera B de 1986 en el conjunto sabalero.
En su paso por el club santafesino disputó 17 partidos y convirtió 5 goles: el primero ante Estudiantes por la fecha dos, dos ante Quilmes por la sexta y decimoquinta fecha, uno ante Villa Dalmine por la décima y el último ante Tigre por la decimoséptima fecha.

#### Segunda etapa en Rosario Central: un nuevo título en Primera

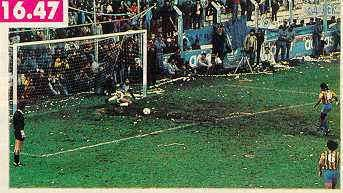
El gol de Palma le da el título a Central en 1987

En julio de 1986 volvió a Central, según estaba convenido, y fue una de las piezas titulares en el equipo dirigido una vez más por Ángel Tulio Zof, que salió campeón del torneo de Primera División de la temporada 1986/1987. En el mismo, Palma resultó ser el goleador máximo del certamen, con 20 tantos señalados en 38 encuentros. Fue el encargado de patear el penal en la última fecha ante Temperley para establecer el 1 a 1 final que le dio el título a su equipo.

#### Sus años en River Plate
A mediados de 1987, luego de haber sido campeón y goleador, Rosario Central lo transfirió a River Plate. Con el equipo millonario jugó dos temporadas y obtuvo la Copa Interamericana de 1987, venciendo a la Liga Deportiva Alajuelense de Costa Rica.
En su primera temporada en el conjunto millonario, disputó 15 encuentros y señaló 5 goles. Uno de ellos fue el tercer gol convertido a Boca Juniors en el Superclásico del fútbol argentino de la temporada 1987/1988, disputado en el Estadio Monumental de Núñez. En el mismo,  River perdía 0:2, y finalizó ganado 3:2 con gol de Palma sobre el final del encuentro. En la temporada 1988/1989, tuvo mayor continuidad y pudo disputar 25 partidos y señaló 2 goles. En este club compartió plantel con jugadores como Claudio Caniggia, Pedro Troglio, Antonio Alzamendi, y Américo Gallego, entre otros.

#### Su paso por México
Sobre mediados de 1989 recaló en el fútbol mexicano, al ser contratado por los Tiburones Rojos de Veracruz. Después de varios años sin participar en la Primera División y múltiples rumores de traspasos de franquicias, un grupo de empresarios veracruzanos, apoyados por el gobierno estatal, adquirieron la franquicia del recién ascendido Potros Neza, para convertirla en Tiburones Rojos de Veracruz. Los primeros meses de su estadía no fueron buenos para Palma ni para el plantel: debido al mal desempeño del equipo, el director técnico Héctor Sanabria fue despedido. Roberto Matosas tomó las riendas del plantel y al poco tiempo comenzaron a aparecer los buenos resultados en el torneo. Jugadores como Carlos Barra, Elías Ledesma, Eduardo Rergis, Eduardo Mosés y Horacio Rocha (todos ellos mexicanos), y el propio Palma, Gambier y Jorge Comas (extranjeros), marcaron una época que es de las más recordadas en la historia moderna del Veracruz. Se vivió la tiburomanía.
Como colofón a dicha temporada, el club organizó un cuadrangular internacional donde se presentaron Botafogo de Brasil, Pumas de la UNAM de la Ciudad de México, y el Real Madrid de España. De ese cuadrangular, es recordado un gol que Palma le señaló al Real Madrid, en donde llevó el balón dominado por más de 40 metros eludiendo a varios adversarios antes de derrotar al arquero merengue Francisco Buyo.
Al año siguiente, compartió plantel con su compatriota Edgardo Bauza, excompañero en Rosario Central. Esa temporada no lograron clasificar a la liguilla tras quedar relegados al segundo lugar del grupo, tras el Cruz Azul.
En la temporada 1991/1992 el club clasificó a la liguilla por primera vez en su historia, tras vencer al Correcaminos de la UAT en el repechaje. Sin embargo, no pudieron clasificar a las semifinales al ser eliminados por el Necaxa.
Es muy recordado en el Puerto de Veracruz pues fue de los pocos jugadores que logró anotar un gol olímpico contra los Tigres de la UANL, siendo portero Ángel David Comizzo.

#### Tercera etapa en Rosario Central: la Copa Conmebol
Sobre julio de 1992 Rosario Central lo pretendió para su plantilla, y Omar Palma decidió regresar al club donde debutó y realizó la mayoría de su carrera futbolística. Tanto en 1992, como en 1993, las campañas del club fueron irregulares. En el Apertura de 1992, disputó 15 encuentros y señaló 2 goles, mientras que en 1993, jugó 35 partidos (sumando el Apertura y el Clausura) y anotó 4 tantos.
En 1994, volvió a Rosario Central, procedente de Independiente de Avellaneda, Pedro Marchetta como entrenador. Aquel equipo, hizo una buena campaña en el Clausura de 1994, finalizando en la tercera ubicación. En dicho certamen, Palma disputó 15 encuentros y no señaló goles, mientras que en el Apertura de ese año, jugó 17 cotejos y marcó en 3 oportunidades.
La tabla general de la temporada 1994/1995, le permitió a Rosario Central disputar la Copa Conmebol de 1995. Este torneo continental, era el equivalente sudamericano de la Copa UEFA europea y el precursor de la actual Copa Sudamericana. En la Copa de ese año, Palma señaló uno de los tres goles con los que Central derrotó 3 a 1 a Cobreloa en Chile en el partido de vuelta de los cuartos de final.
El 19 de diciembre de 1995, y ya con casi 38 años, volvió a dar una nueva vuelta olímpica: sería la quinta oficial, y la cuarta con Rosario Central. Ese año, los canallas obtuvieron aquella Copa Conmebol (primer título internacional oficial del club), y el Negro fue uno de los integrantes más experimentados de aquel equipo en donde compartió plantel con Roberto Oscar Bonano, Roberto Abbondanzieri, Rubén Da Silva, Martín Cardetti, y Eduardo Coudet, entre otros. En la definición por penales de la final del torneo, disputada frente al Atlético Mineiro de Brasil, Palma señaló el primero de su club en aquella tanda, derrotando al arquero brasileño Cláudio Taffarel.

Pintada con el retrato de Omar Palma en una esquina de la ciudad de Rosario.

En ese mismo año se dio el gusto de anotar un gol en el Clásico Rosarino ante Newell's, situación que jamás había podido llevar a cabo defendiendo los colores auriazules. Palma marcó a los 23 minutos del complemento el segundo tanto de Central con un tiro libre que venció la resistencia del arquero de la lepra, Luis Islas. Finalmente, el encuentro finalizó con una victoria de Central por 2 a 0 sobre el conjunto rojinegro. La temporada siguiente, totalizó 27 juegos (sumando Apertura y Clausura) y no anotó goles.
En 1997, el club de Arroyito contrató a Miguel Ángel Russo como entrenador del primer equipo. En el Torneo Apertura de aquel año Rosario Central hizo una buena campaña y finalizó en la tercera posición, siendo Palma titular y capitán de ese equipo. En ese campeonato, es recordado el partido frente a Newell´s Old Boys en el Clásico Rosarino, en donde Central derrotó a los rojinegros por 4 a 0 en el Estadio Gigante de Arroyito encuentro que el árbitro da por terminado faltando 20 minutos ante la inferioridad numérica del adversario después que uno de sus jugadores simulara una lesión. En ese año, sumando Apertura y Clausura, Palma totalizó 26 encuentros y anotó 3 goles.
En 1998 tuvo una lesión que le impidió disputar muchos de los partidos del Torneo Clausura. Así, jugó solo 9 encuentros y no convirtió goles. Se retiró en junio de 1998 a la edad de 40 años, en la derrota 3 a 2 frente a Gimnasia y Esgrima de Jujuy en la última fecha del Torneo Clausura. Contando los partidos internacionales, jugó 390 partidos y anotó 63 goles en Rosario Central.

### Carrera política
Luego de su retiro del fútbol Palma comenzó una carrera política, y se afilió al Partido Justicialista. Hasta 2009 fue presidente comunal de la localidad santafesina de Ibarlucea, en donde fue elegido en 2005 por el voto de los ciudadanos.

### Como entrenador
El día 29 de marzo de 2011 inició su carrera como director técnico en el Club Atlético Rosario Central pero rápidamente renunció a su puesto en el mes de junio por desacuerdos con la dirigencia del club. Durante su gestión desvinculó del plantel a Cristian González, uno de los referentes del equipo, por problemas internos.Dirigió desde la fecha 27 a la 37, un total de 11 partidos, donde obtuvo 17 puntos (ganó 5 encuentros, empató 2 y perdió 4).
En noviembre de ese mismo año asumió como entrenador de Central Córdoba, club que milita la cuarta división del fútbol argentino. Debutó ante Cambaceres por la decimoséptima fecha y logró una victoria por 3 a 1. Se alejó de la conducción técnica del equipo a principios de abril de 2012 por amenazas anónimas que recibió todo su cuerpo técnico.

## Datos extra de sus años en Rosario Central
Durante sus más de 10 años en el conjunto rosarino Palma logró ciertos récords:
- Siempre convirtió goles en los partidos que fueron definitorios para que Rosario Central saliera campeón:
  - Ante Racing de Córdoba en la final de 1980 marcó el segundo de los cinco goles que el club rosarino hizo esa noche.
  - En 1985 cuando Central obtuvo el ascenso a Primera contra Villa Dálmine, al empatar 2 a 2.
  - Contra Temperley, de penal, el 2 de mayo de 1987 cuando los auriazules ganaron su último campeonato a nivel local.
- Jugó 21 clásicos, de los cuales ganó 6, empató 12 y perdió 3.
- Argentinos Juniors y Huracán, con 7 goles, fueron los equipos más vulnerados por Palma.
- Al arquero que más goles le convirtió fue a Esteban Pogany. Le hizo 7 tantos: 5 cuando atajaba en Huracán, uno cuando defendía el arco de Racing Club de Avellaneda, y el restante cuando era arquero de Ferro Carril Oeste.
- Con la casaca auriazul en Primera "A" ejecutó 23 penales de los cuales convirtió 18, desvió 4 y le atajaron uno.
- Es el jugador más expulsado en la historia de Rosario Central, ya que vio la tarjeta roja en 17 ocasiones (15 en Primera "A" y 2 en la "B").
- También convirtió dos goles en la Copa Conmebol: 1 en la edición de 1995, contra Cobreloa en Chile, y el otro en la 1996 frente a River de Montevideo en Rosario.

## Fallecimiento
El 30 de septiembre de 2024 sufrió una descompensación mientras se encontraba en su domicilio de Ibarlucea, motivo por el cual fue llevado de urgencia al Hospital Eva Perón de Granadero Baigorria, donde lo estabilizaron para posteriormente trasladarlo a otro nosocomio. Luego de permanecer internado durante 7 días en el Hospital Italiano de Rosario, falleció el 7 de octubre de 2024 a causa de un accidente cerebrovascular.

## Clubes

### Como jugador
| Club            | País      | Año       | Partidos | Goles |
| --------------- | --------- | --------- | -------- | ----- |
| Rosario Central | Argentina | 1979-1985 | 166      | 24    |
| Colón           | Argentina | 1986      | 17       | 5     |
| Rosario Central | Argentina | 1986-1987 | 38       | 20    |
| River Plate     | Argentina | 1987-1989 | 44       | 7     |
| Veracruz        | México    | 1989-1992 | 103      | 7     |
| Rosario Central | Argentina | 1992-1998 | 168      | 13    |

#### Estadísticas
| Club | Div        | Temporada  | Liga  | Liga  | Copas Nacionales(1) | Copas Nacionales(1) | Copas Internacionales(2) | Copas Internacionales(2) | Total | Total |
| Club | Div        | Temporada  | Part. | Goles | Part.               | Goles               | Part.                    | Goles                    | Part. | Goles |
| --- | ---------- | ---------- | ----- | ----- | ------------------- | ------------------- | ------------------------ | ------------------------ | ----- | ----- |
| Rosario Central Argentina                                                                                         | 1.ª        | N-1979     | 2     | 0     | -                   | -                   | -                        | -                        | 2     | 0     |
| Rosario Central Argentina                                                                                         | 1.ª        | M-1980     | 9     | 0     | -                   | -                   | -                        | -                        | 9     | 0     |
| Rosario Central Argentina                                                                                         | 1.ª        | N-1980     | 7     | 1     | -                   | -                   | -                        | -                        | 7     | 1     |
| Rosario Central Argentina                                                                                         | 1.ª        | M-1981     | 19    | 2     | -                   | -                   | 5                        | 0                        | 24    | 2     |
| Rosario Central Argentina                                                                                         | 1.ª        | N-1981     | 14    | 4     | -                   | -                   | -                        | -                        | 14    | 4     |
| Rosario Central Argentina                                                                                         | 1.ª        | N-1982     | 6     | 2     | -                   | -                   | -                        | -                        | 6     | 2     |
| Rosario Central Argentina                                                                                         | 1.ª        | M-1982     | 25    | 4     | -                   | -                   | -                        | -                        | 25    | 4     |
| Rosario Central Argentina                                                                                         | 1.ª        | N-1983     | 6     | 1     | -                   | -                   | -                        | -                        | 6     | 1     |
| Rosario Central Argentina                                                                                         | 1.ª        | M-1983     | 25    | 2     | -                   | -                   | -                        | -                        | 25    | 2     |
| Rosario Central Argentina                                                                                         | 1.ª        | N-1984     | 3     | 0     | -                   | -                   | -                        | -                        | 3     | 0     |
| Rosario Central Argentina                                                                                         | 1.ª        | M-1984     | 17    | 2     | -                   | -                   | -                        | -                        | 17    | 2     |
| Rosario Central Argentina                                                                                         | 2.ª        | 1985       | 33    | 10    | -                   | -                   | -                        | -                        | 33    | 10    |
| Rosario Central Argentina                                                                                         | 1.ª        | 1986-87    | 38    | 20    | -                   | -                   | -                        | -                        | 38    | 20    |
| Rosario Central Argentina                                                                                         | 1.ª        | 1992-93    | 30    | 3     | 0                   | 0                   | -                        | -                        | 30    | 3     |
| Rosario Central Argentina                                                                                         | 1.ª        | 1993-94    | 32    | 3     | -                   | -                   | -                        | -                        | 32    | 3     |
| Rosario Central Argentina                                                                                         | 1.ª        | 1994-95    | 33    | 4     | -                   | -                   | -                        | -                        | 33    | 4     |
| Rosario Central Argentina                                                                                         | 1.ª        | 1995-96    | 28    | 1     | -                   | -                   | 8                        | 1                        | 36    | 2     |
| Rosario Central Argentina                                                                                         | 1.ª        | 1996-97    | 21    | 3     | -                   | -                   | 5                        | 1                        | 26    | 4     |
| Rosario Central Argentina                                                                                         | 1.ª        | 1997-98    | 24    | 0     | -                   | -                   | -                        | -                        | 24    | 0     |
| Total club | Total club | Total club | 372   | 62    | 0                   | 0                   | 18                       | 2                        | 390   | 64    |
| (1) Incluye Copa Centenario. (2) Incluye Copa Libertadores, Copa Conmebol, Copa Máster de Conmebol y Copa de Oro. |            |            |       |       |                     |                     |                          |                          |       |       |

### Como director técnico
| Rosario Central | Argentina | 2011      | 11 | 5  | 2 | 4 | 51.51% |
| Central Córdoba | Argentina | 2011-2012 | 17 | 5  | 7 | 5 | 39.21% |
| Total           | Total     | Total     | 28 | 10 | 9 | 9 | 46.42% |

## Palmarés

### Como jugador

#### Campeonatos nacionales
| Título           | Club            | País      | Año     |
| ---------------- | --------------- | --------- | ------- |
| Primera División | Rosario Central | Argentina | N-1980  |
| Segunda División | Rosario Central | Argentina | 1985    |
| Primera División | Rosario Central | Argentina | 1986/87 |

#### Copas internacionales
| Título              | Club            | Sede         | Año  |
| ------------------- | --------------- | ------------ | ---- |
| Copa Interamericana | River Plate     | Buenos Aires | 1987 |
| Copa Conmebol       | Rosario Central | Rosario      | 1995 |